# سوجو (راهب)
سوجو ((به ژاپنی: 僧正 そうじょう); یک مقام رسمی ( راهب) است که توسط راهبان برای نظارت بر راهبان و راهبه های بودایی در سلسله جنوبی چین و ژاپن منصوب می شود.